# Dijle
Dijle (niderl., fr. Dyle) – rzeka w centralnej Belgii. Długość 86 km. Płynie przez belgijskie prowincje Brabancja Flamandzka, Brabancja Walońska i Antwerpia. Jej źródło znajduje się w Houtain-le-Val, niedaleko Nivelles.